# Hans-Joachim Schlieben
Hans-Joachim Eberhard Schlieben (* 26. Mai 1902 in Waldheim, Deutsches Kaiserreich; † 14. Juni 1975 in Essen, Bundesrepublik Deutschland) war ein deutscher Botaniker und Pflanzensammler. Er war in Ostafrika, Südafrika, Madagaskar, den Komoren, den Seychellen und den Maskarenen tätig. Sein botanisches Autorenkürzel lautet „Schlieb.“

## Leben
Nach dem Erwerb eines Gartenbaudiploms unternahm Schlieben zwischen 1923 und 1928 Reisen in die Niederlande, England, Frankreich und Algerien. Von 1928 und 1930 studierte er an der Gartenbauschule in Geisenheim am Rhein und erwarb ein weiteres Diplom. Er setzte seine Reisen in Mittel- und Südeuropa und den Mittelmeerländern fort und besuchte viele botanische Gärten und Gartenbaueinrichtungen. Sein ausgeprägtes Interesse an Fotografie und Schriftstellerei führte zu zahlreichen illustrierten Artikeln in Gartenzeitschriften. Die Tantiemen, die er dafür erhielt, halfen ihm bei der Finanzierung weiterer Reisen. 1930 reiste er nach Tanganjika (heute Tansania), um Herbarbelege für das Botanische Museum Berlin-Dahlem und mehrere europäische Herbarien zu sammeln.
Zwischen 1933 und 1934 verbrachte Schlieben sieben Monate am Kilimandscharo und sammelte ungefähr 1000 Pflanzenproben. Mit Richard Reusch stieg er 1933 bis zum Gillmans Point und umrundete den Kibo anschließend über die Nordseite bis auf eine Höhe von 4500 m. Schlieben bezog in seine Expeditionen Gebiete wie die Uluguru-Berge, das Mahenge-Plateau und den Lindi-Distrikt ein, die botanisch nahezu unerforscht waren. Die letzten Monate seines Aufenthalts in Tanganjika verbrachte er im Lindi-Distrikt im Süden des Landes. Im August 1935 kehrte er über Rhodesien und Südafrika nach Deutschland zurück. Seine Erlebnisse auf dem Kilimandscharo sind in dem Büchlein Im Banne des Kilimandscharo festgehalten, das 1938 erschien.
Während seiner fünf Jahre in Tanganjika sammelte Schlieben mehr als 50.000 Pflanzenproben. Der größte Teil seiner ersten Sammlung im Herbarium Berlin-Dahlem wurde im Zweiten Weltkrieg zerstört. Jedoch blieben Duplikate seiner Sammlungen in anderen Herbarien wie Kew, dem Natural History Museum, Paris, Brüssel, Genf, Zürich, Madrid, Lissabon und anderen Instituten einschließlich des National Herbarium in Pretoria erhalten. Der vollständigste Satz seiner tansanischen Sammlungen befindet sich in Kew. Bis 1955 blieb er in Deutschland, wo er mehrere Jahre am Kolonialforstinstitut in Reinbek bei Hamburg arbeitete. Hier untersuchte er die Keimung und Sämlingsentwicklung von Tropenbäumen und legte eine Sammlung von Holzutensilien an, die er kuratierte. Während dieser Jahre schrieb er weiterhin Artikel und hielt Fotovorträge. 1941 veröffentlichte er ein Buch über seine Reisen in Ostafrika mit dem Titel Deutsch Ost-Afrika einmal ganz anders. Zusammen mit Karl Helbig schrieb er ein Buch über Australien, das auf dem Tagebuch von Ludwig Leichhardt basiert, einem der ersten Forschungsreisenden in Zentralaustralien zwischen 1844 und 1847. Dieses Werk wurde 1959 unter dem Titel Schicksal im australischen Busch veröffentlicht.
Am 16. Dezember 1943 heiratete Schlieben die Lehrerin Klara Schulte. Aus dieser Ehe gingen drei Töchter hervor. 1955 wanderte er mit seiner Familie nach Südafrika aus, wo sich sein Bruder auf einer Farm in den Soutpansbergen, Transvaal, niedergelassen hatte. Am 1. Februar 1956 wurde er zum Technischen Referenten im National Herbarium in Pretoria ernannt und hatte diese Stelle bis zum 31. Januar 1973 inne. In diesen Jahren sammelte er weiterhin in seiner offiziellen Funktion, vor allem im Transvaal, in der Karoo, im Buschmannland und in Südwestafrika. 1971 begab er sich auf eine weitere Reise nach Tansania, wo er Aloe schliebenii wiederentdeckte, die er zuvor im Jahr 1933 in einer abgelegenen Region der Nguru Mountains entdeckt hatte und die heute als Synonym von Aloe brachystachys betrachtet wird.
Von den über 13.000 Pflanzen, die Schlieben sammelte, erwiesen sich ungefähr 400 als neue Arten.

## Dedikationsnamen
Nach Schlieben sind die Gattung Schliebenia sowie über 60 gültige Arten benannt, die das Epitheton schliebenii haben, darunter Coffea schliebenii, Erythrina schliebenii, Solanum schliebenii, Cyathea schliebenii, Ochna schliebenii, Brachystephanus schliebenii, Phyllantus schliebenii und Orthosiphon schliebenii.